# Tử

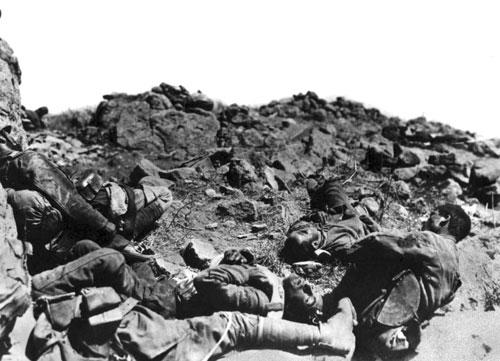
Hình ảnh những tử thi

Tử (zh. sĭ 死, ja. shi, sa., pi. maraṇa) là cái chết theo ý nghĩa thông thường. Trong Phật giáo, Tử được dùng để chỉ sự sinh diệt, thăng trầm của tất cả các hiện tượng, các Pháp.
Sự "sinh đây diệt đó" hoặc "khoảnh khắc của hiện hữu" được vị Đại luận sư Phật Âm (pi. buddhaghosa) diễn tả rất hay trong bộ luận Thanh tịnh đạo:
"Theo chân lý tuyệt đối thì chúng sinh chỉ hiện hữu trong một thời gian rất ngắn, một thời gian ngắn như một khoảnh khắc của nhận thức (một ý niệm, Sát-na, sa. kṣaṇa). Như một bánh xe, trong khi đang lăn cũng như đang đứng yên, chỉ chạm đất ở một điểm duy nhất, như thế, chúng sinh chỉ sống trong một khoảnh khắc của một nhận thức. Nhận thức này (ý niệm) mất đi, chúng sinh đó chết. Bởi vì chúng sinh của nhận thức vừa qua đã sống, không sống bây giờ và cũng sẽ không sống trong tương lai. Chúng sinh của nhận thức bây giờ đang sống, đã không sống và sẽ không sống trong tương lai. Chúng sinh của nhận thức trong tương lai sẽ sống, đã không sống và hiện tại không sống."
Đạt-lại Lạt-ma thứ 14, Đăng-châu Gia-mục-thố, luận giải cụ thể hơn về cái chết như sau (trích từ luận giải của Đạt-lại Lạt-ma về Bồ-đề đạo thứ đệ trung luận của Tông-khách-ba):
"… Nhiều người chết khi những nghiệp lực được tạo ra trong kiếp trước, điều kiện chính cho cuộc sống này, hoàn toàn bị dập tắt; những người khác chết bởi vì các nguyên nhân lưu trì cuộc sống này không còn đầy đủ… Người ta gọi như vậy là ‘chết sớm’ hoặc ‘chết vì Công đức đã hết’, bởi vì năng lực lưu giữ cuộc sống vẫn còn (nhân 因) nhưng những duyên (緣, điều kiện phụ) đạt được qua những thiện nghiệp trong đời trước đã hết...
Những người mang tâm bất thiện, hành động bất thiện thì khi chết, phần thân trên mất nhiệt trước, rồi sau đó những thân phần còn lại mới lạnh dần dần. Ngược lại, những người thường hay làm điều thiện thường mất nhiệt ở thân dưới, bắt đầu từ hai bàn chân. Trong cả hai trường hợp thì hơi nóng được gom tụ lại ở ngực (tâm) và từ nơi này, thần thức xuất thân…
Trực tiếp kế đó là trạng thái Trung hữu (zh. 中有, sa. antarābhava). Chỉ những người tái sinh trong bốn xứ của vô sắc giới (Tứ thiền bát định, Tam giới) như Không vô biên xứ, Thức vô biên xứ, Vô sở hữu xứ và Phi tưởng phi phi tưởng xứ mới không bước vào trạng thái trung hữu này; cuộc sống mới của họ bắt đầu ngay sau cái chết. Những người tái sinh trong Dục giới (sa. kāmadhātu) và Sắc giới (sa. rūpadhātu) phải trải qua quá trình trung hữu và trong quá trình này, thần thức tồn tại dưới dạng sau này sẽ tái sinh. Thân trung hữu có tất cả những giác quan thông thường, có Thiên nhãn thông, có thể vượt qua tất cả những chướng ngại và xuất hiện khắp nơi tuỳ ý. Thân này thấy được những thân trung hữu đồng loại—Địa ngục, Ngạ quỷ, súc sinh, nhân loài, A-tu-la và chư Thiên—và ngược lại, thân này cũng có thể được những người có thiên nhãn nhận ra.
Nếu thân trung hữu không tìm được nơi tái sinh tương ưng với những nghiệp đã tạo thì nó chết một cái chết nhỏ sau bảy ngày, bước vào một giai đoạn trung hữu khác. Quá trình này chỉ có thể lặp lại nhiều nhất là 6 lần và thần thức chỉ có thể ở trong giai đoạn trung hữu 49 ngày (7 tuần). Như vậy có nghĩa là, những thần thức tự nhận sau một năm chưa tìm được nơi xứng đáng để tái sinh không còn ở trong trạng thái trung hữu nữa mà đã tái sinh thành một oan hồn, ngạ quỷ.
Ai tái sinh thành người trở lại thì thấy cha mẹ tương lai đang nằm chung với nhau. Người nào tái sinh thành nam giới thì phát lòng ái mộ bà mẹ, căm ghét người cha khi thấy cảnh trên; người nào tái sinh thành nữ giới thì phát tâm ngược lại. Bị dục ái thúc đẩy, thân trung hữu nhào đến cảnh giới trên và tìm cách giao phối với người mình yêu thích. Nhưng khi đến nơi thì thần thức chỉ thấy được bộ phận sinh dục của người đó và vì thế trở nên phẫn nộ. Tâm trạng phẫn nộ này chính là yếu tố gián đoạn trạng thái trung hữu; thần thức đã bước vào tử cung của mẹ, một cuộc sống mới đã bắt đầu. Khi tinh của cha, huyết của mẹ và thần thức hợp lại nhau thì chúng phát triển thành những yếu tố tạo thành một con người mới…
Móc nối tiếp giữa cuộc sống hiện tại và tương lai được tạo dưới sự ảnh hưởng của Ba độc là tham, sân và Si. Khi ba độc này chưa được tiêu diệt thì con người còn bị trói buộc. Tái sinh có tốt có xấu, nhưng khi còn bị trói buộc, người ta phải mang gánh nặng của Ngũ uẩn… Nếu muốn diệt cái Khổ của sinh, lão, bệnh, tử thì trước hết, người ta phải diệt ba độc căn bản nêu trên. Nguồn gốc của chúng lại là Vô minh (sa. avidyā)—là kiến giải sai lầm rằng, con người và những hiện tượng khác đều mang một tự tính, tự ngã. Những liều thuốc có thể giảm được phần nào những chứng bệnh bên ngoài, nhưng chúng không thể giải được vấn đề chính. Các cách tu tập nội tâm—ví dụ như tu luyện những cách chống đối lại tham, sân—có thể giúp ích hơn, nhưng chúng cũng chỉ là những phương tiện tạm thời. Chỉ khi nào vô minh—cội rễ của chúng—được đoạn diệt thì chúng mới tự huỷ diệt…".